# 八坂神社 (臼杵市)
八坂神社（やさかじんじゃ）は、大分県臼杵市大字臼杵祇園南（祇園洲）にある神社。祇園様として親しまれている。
臼杵川のほとりに位置し、臼杵城跡から臼杵川に向かって続く石畳の通りの突き当りにある。当神社に向かう石畳には、臼杵藩の藩主であった稲葉家の旧稲葉家下屋敷や旧平井家住宅などが立ち並ぶ。

## 祭神
建速（たけはや）須佐之男神、大名牟遅（おおなむち）神、櫛名田比売神を祀る。

## 沿革
八坂神社は承徳元年（1097年）に創建されたといわれる。元来は、天延元年（972年）に藤原道兼が牛頭天王をはじめとする祇園三所天王を奥州磐前郡（現在の福島県いわき市）に勧請したものであったが、後三年の役（1083年 - 1087年）の混乱を避けて、海路、安芸国尾道（現在の広島県尾道市）を経て、臼杵湾の洲崎岩ヶ鼻に至り、神の木原（現在の原山地区）に鎮座したと伝えられる。現在、武家屋敷が残る二王座の名は、かつて八坂神社の仁王門があったことに由来するとされる。
戦国時代には、臼杵に本拠地を置いて豊後国を治めた大友宗麟がキリスト教に帰依し、神道や仏教は迫害を受け、焼き討ちに遭う寺社も多かったため、この神社も臼杵湾沿岸の岩窟や、津久見、日向国飫肥にまで遷座を余儀なくされたといわれる。しかし、大友氏が文禄2年（1593年）に改易されると、慶長3年（1598年）、太田一吉の治世に臼杵城三の丸であった現在地に鎮座した。
かつては祇園宮と呼ばれていたが、明治4年（1871年）に、神仏分離令や廃仏毀釈運動によって、八坂神社に改称した。

## 祭祀

### 臼杵祇園まつり
八坂神社で7月中旬に行われる祇園祭で、地元では祇園様（ぎょんさま）と呼ばれて親しまれている。日田祇園祭、中津祇園と並んで、大分の三大祇園祭のひとつに数えられている。平成20年（2008年）3月28日に大分県の無形民俗文化財の指定を受けた。

### うすき竹宵
うすき竹宵は、毎年11月に行われる真名長者伝説にちなむ催しで、臼杵市街の各所に竹ぼんぼりが灯され、般若姫行列などが行われる。八坂神社は、うすき竹宵の7日前に行われる七宵の会場となるほか、般若姫行列の出発地になっている。

## 社殿
本殿は三間社流造銅板葺。平成7年（1995年）3月10日に大分県の有形文化財に指定されている。

## 文化財
大分県指定
- 本殿（有形文化財）
- 臼杵祇園まつり（無形民俗文化財）